# Gulfija Chanafejeva
Gulfija Chanafejeva, född den 12 juni 1982, är en rysk friidrottare som tävlar i släggkastning.
Chanafejevas deltog vid Universiaden 2003 där hon blev tvåa. 2006 kom hennes genombrott internationellt då hon slog Tatjana Lysenkos världsrekord när hon den 12 juni kastade 77,26 vid en tävling i Tula. Emellertid tog Lysenko tillbaka världsrekordet bara 12 dagar senare när hon kastade 77,41 vid en tävling i Zjukovskij. Senare samma år var Chanafejeva med på EM i Göteborg där hon tog sin första mästerskapsmedalj då hon blev tvåa slagen av Lysenko.
Under 2007 förbättrade Chanafejeva sitt personliga rekord till 77,36 men VM i Osaka det året blev en besvikelse och hon slutade först på tionde plats.
Inför de olympiska sommarspelen 2008 avstängdes hon för misstänkt doping. Detta bekräftades senare när det ryska friidrottsförbundet den 20 oktober valde att avstänga henne i två år för bloddoping.